# Kevin Martin Lynch
Kevin Lynch (gaelico Caoimhghín Ó Loinsigh; Dungiven, 25 maggio 1956 – Long Kesh, 1º agosto 1981) è stato un militante dell'INLA morto durante il secondo sciopero della fame nel carcere nordirlandese di Maze.

## Biografia
Kevin nasce in una famiglia borghese a Dungiven nella contea di Derry, ultimo di 8 fratelli, 5 maschi e 3 femmine. Quando ha 4 anni si trasferisce nella vicina cittadina di Dungiven. Ottimo giocatore di calcio gaelico, è il capitano della squadra under 16 della contea di Derry che vince il torneo All-Ireland (organizzato dalla Gaelic Athletic Association tra tutte le 32 contee irlandesi, le 26 dell'Eire e le 6 dell'Irlanda del Nord).
Nel 1970 entra nei Fianna Eireann rimanendo nell'Official IRA dopo la scissione. Nel 1973 si trasferisce in Inghilterra per lavorare con il fratello Michael. Nel 1976 torna a casa e si unisce all'INLA.
In dicembre viene arrestato e condannato a 10 anni. Inizia il digiuno dopo la morte di Patsy O'Hara e, dopo 71 giorni, il 1º agosto 1981, muore nell'ospedale del carcere di Maze. È sepolto a Dungiven, Co. Derry.